# Aeroportul Kapalua
Aeroportul Kapalua (IATA: JHM, ICAO: PHJH, FAA LID: JHM) este un aeroport din Kapalua⁠(d), Comitatul Maui, Hawaii, Hawaii, Statele Unite ale Americii ce deservește zona Lahaina⁠(d). Aeroportul a fost tranzitat în 2020 de 17.575 de pasageri.
Situat la o altitudine de 78 m, aeroportul dispune de 1 pistă.

## Infrastructură

### Piste
Aeroportul dispune de o singură pistă. Pista 02/20 are suprafața de asfalt și dimensiunile 3.000 picioare × 100 picioare. 